# Novobisium carolinense
Espèce
Synonymes
- Obisium carolinense Banks, 1895

Novobisium carolinense est une espèce de pseudoscorpions de la famille des Neobisiidae.

## Distribution
Cette espèce est endémique des  États-Unis. Elle se rencontre en Géorgie, en Caroline du Nord, au Tennessee, au Kentucky, en Virginie et en Pennsylvanie.

## Description
Les mâles mesurent de 2,89 à 3,08 mm et les femelles de 2,59 à 3,28 mm.

## Systématique et taxinomie
Cette espèce a été décrite sous le protonyme Obisium carolinense par Banks en 1895. Elle est placée dans le genre Neobisium  par Chamberlin en 1930 puis placée dans le genre Novobisium par Muchmore en 1967.

## Publication originale
- Banks, 1895 : Notes on the Pseudoscorpionida. Journal of the New York Entomological Society, vol. 3, p. 1-13 (texte intégral).